# Otto Borchsenius

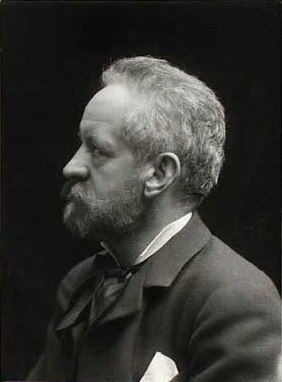
Otto Borchsenius, 1903.

Otto Frederik Christian William Borchsenius, född 17 mars 1844 i Ringsted, död 26 februari 1925, var en dansk författare.
Redan under studenttiden visade Borchsenius ett livligt intresse för skandinavismen, särskilt inom kultur och litteratur, ett intresse han förblev trogen hela sitt liv. För att sprida intresset för svensk litteratur i Danmark har han betytt mycket, både genom sina artiklar och sina översättningar. Under 1870-talet stod Borchsenius Georg Brandes litterära riktning nära, men så småningom gjorde sig olikheten i temperament och ideologi mellan honom och den radikalare falangen alltmera märkbar, och en brytning blev oundviklig. Av Borchsenius skrifter märks diktsamlingen Sange og Digte (1887) samt de litteraturhistoriska arbetena Fra Fyrrerne (2 band, 1878-80), To Digtere (1886) och Hjemlige Interiører (1894). 
Borchsenius var 1873-79 gift med skådespelerskan och författaren Betty Guldbrandsen (1850-1890).